# Dioxyde de fer et d'hélium
Le dioxyde de fer et d'hélium est un composé chimique et un minéral hypothétique de formule FeO2He, dont l'existence et certaines propriétés ont été prédites par le calcul en 2018,,. C'est sous la forme de ce minéral que serait stocké l'hélium au plus profond du manteau terrestre.

## Contexte géophysique et géochimique
Si l'hélium est le deuxième élément le plus abondant dans l'Univers, il est rare sur Terre, où l'on en trouve de deux sortes :
- l'isotope 4He produit par la désintégration radioactive de l'uranium et du thorium contenus (principalement) dans la croûte terrestre ;
- de l'hélium gazeux en provenance du manteau et constitué des deux isotopes 3He et 4He, qui se dégage des laves et est aussi l'un des constituants des gaz volcaniques émis par les volcans.

L'hélium émis par les volcans des points chauds (ou dissous dans leurs laves) est particulièrement riche en 3He. Comme d'autres particularités géochimiques des laves des points chauds, cette composition particulière est attribuée à une origine très profonde dans le manteau (via des panaches mantelliques), et reflète la persistance d'un hélium primordial (acquis lors de la formation de la Terre, il y a près de 4,6 milliards d'années). L'hélium émis en surface est très probablement un mélange en proportions variables de cet hélium primordial et de l'hélium 4 provenant de la radioactivité.
Le problème qui se pose est le lieu de résidence de l'hélium primordial. S'il était à l'état gazeux ou dissous dans les minéraux du manteau inférieur il aurait eu largement le temps de dégazer quasi complètement, vu sa volatilité et les températures à l'intérieur de la Terre. Il faut donc qu'il soit stocké sous la forme d'un minéral stable dans les conditions du manteau inférieur, or on n'en connaît aucun. C'est pourquoi une équipe de chercheurs chinois et sino-américains a calculé l'enthalpie libre d'un millier de composés hypothétiques de l'hélium, de l'oxygène et du fer ou du magnésium (les éléments à la fois abondants dans le manteau et a priori susceptibles de former des composés stables avec l'hélium). Ils n'ont trouvé qu'un composé d'enthalpie libre suffisamment faible pour piéger l'hélium dans le manteau au lieu de le laisser libre, le dioxyde de fer et d'hélium FeO2He.

## Structure et propriétés
Les auteurs de l'étude de 2018 ont utilisé un algorithme et un programme informatique dénommés CALYPSO (Crystal structure AnaLYsis by Particle Swarm Optimization, « Analyse des structures cristallines par optimisation de l'essaim de particules ») et développés par l'équipe de Yanming Ma (le dernier auteur de l'étude). Le programme n'a besoin que de la composition chimique d'un composé (hypothétique ou non) et des conditions imposées (température et pression) pour prédire la structure cristalline et diverses propriétés dont l'enthalpie libre molaire.
Les calculs prédisent que FeO2He forme une structure stable à des températures comprises entre 3 000 et 5 000 K et des pressions entre 135 et 300 GPa, les conditions régnant à la limite manteau-noyau. Les coefficients élastiques calculés à 3 000 K et 135 GPa sont conformes à celles déduites de la vitesse des ondes sismiques dans le manteau à l'interface manteau-noyau (ultra low velocity zone (en)).
FeO2He adopte une structure cubique à faces centrées (groupe de symétrie Fm3m, groupe d'espace 225, Z = 4). Le paramètre de maille est a = 432 pm (4,32 Å), la longueur de la liaison Fe-O d'environ 187 pm (1,87 Å) et l'angle O-Fe-O de 70,53 °. Les atomes de fer et d'hélium ont la même disposition que ceux de sodium et de chlore dans le sel de cuisine. Les atomes He et O sont dans un arrangement antifluorite. Chaque atome de fer est lié à huit atomes d'oxygène, lesquels forment un hexaèdre semi-régulier.